# Túl a felhőkön
A Túl a felhőkön (eredeti címe Al di là delle nuvole / Beyond the Clouds) Michelangelo Antonioni utolsó játékfilmje. A négy történetből álló szkeccsfilm alapjául a rendező saját korábbi írásai szolgáltak. Elkészítésében Wim Wenders társrendezőként működött közre: az egyes epizódokat összefűző jeleneteket forgatta. A Túl a felhőkön bemutatójára 1995-ben a Velencei Nemzetközi Filmfesztiválon került sor, ahol Antonioni és Wenders a Filmkritikusok Nemzetközi Szövetségének díját vehette át.

## Cselekmény
Egy filmrendező forgatási helyszínek után kutat, utazásának állomásain bontakoznak ki a történetek, melyek mind a férfi és a nő találkozásáról szólnak.
Silvano megismerkedik Carmennel, akivel pár órával később újra találkozik, de Silvano nem mer kezdeményezni.
A rendező Portofinoban találkozik egy szomorú lánnyal, aki azonnal felkelti az érdeklődését. Megismerkednek, majd a lány lakásán szeretkeznek. A lány elmeséli, hogy megölte saját édesapját.
Patricia egy középkorú asszony, házassága zátonyra futott: férje hűtlensége miatt szenved. Patricia válni akar, új lakást keres. Az egyik bérbeadó lakásban találkozik a korábbi bérlővel, Carlóval, aki szintén házasságát hátrahagyva próbál új életet kezdeni. A hasonló tapasztalatok közelebb hozzák egymáshoz a két embert.
Aix-en-Provence-ban Niccolo az utcán meglát egy csinos lányt, akivel beszélgetésbe próbál elegyedni, de a lány elutasítóan viselkedik. Niccolo követi a lakásáig. Elmondja a lánynak, hogy szeretné újra látni, de a lány közli, hogy nemsokára zárdába vonul és hátat fordít a világi életnek.

## Szereplők
| Színész              | Szerep            | Magyar hang        |
| -------------------- | ----------------- | ------------------ |
| John Malkovich       | a rendező         | R. Kárpáti Péter   |
| Kim Rossi Stuart     | Silvano           | Tímár Andor        |
| Inés Sastre          | Carmen            | Makay Andrea       |
| Sophie Marceau       | a lány            | Madarász Éva       |
| Enrica Antonioni     | butik tulajdonosa |                    |
| Fanny Ardant         | Patricia          | Menszátor Magdolna |
| Chiara Caselli       | a kisasszony      | Kiss Virág         |
| Peter Weller         | a férj            | Kárpáti Tibor      |
| Jean Reno            | Carlo             | Wohlmuth István    |
| Irène Jacob          | a lány            | Zakariás Éva       |
| Vincent Pérez        | Niccolo           | Németh Kristóf     |
| Marcello Mastroianni | az öregember      | Áron László        |
| Jeanne Moreau        | a barát           |                    |

## Háttér
Antonionit 1985-ben szélütés érte, amelynek következményeként jobb oldalára lebénult, s elveszítette a beszédkészségét. Betegsége ellenére sem hagyott fel a filmezéssel: több dokumentumfilmet is készített:Ritorno a Lisca Bianca (1983); Kumbha Mela (1989); 12 registi per 12 città (1989); Noto, Mandorli, Vulcano, Stromboli, Carnevale (1993). A Túl a felhőkön szélütése óta az első játékfilmje.
A cselekmény alapjául a Quel bowling sul Tever című kötetben 1983-ban kiadott novellái szolgáltak, melyek közül Antonioni négyet választott ki: Egy sosemvolt szerelem története, Ez a tisztátalan test, A lány és a bűntett, Két távirat. A történetek a filmben különálló epizódokként szerepelnek. A forgatókönyv megírásában Az éjszaka (1961) óta állandó alkotótársa Tonino Guerra segédkezett.
A producerek javaslatára Antonioni társrendezőnek Wim Wenderst kérte fel, aki az egyes epizódokat összefűző jeleneteket, valamint a prológust és az epilógust készítette. Antonioni kezdetben vonakodott attól, hogy a rendezői feladatokat megossza valakivel, de a producerek csak ezzel a feltétellel támogatták a filmet. Az elképzelés, hogy Wenders legyen Antonioni társrendezője, nem volt váratlan: Antonioni és Wenders az 1982-es cannes-i filmfesztiválon ismerkedett meg. Már a nyolcvanas években felmerült egy Wendersszel közösen készülő film tervének gondolata, de a film végül nem valósult meg. Antonioni bizalmatlan volt Wendersszel szemben, ami érthető, hiszen a nagy tekintélyű rendező számára korábban elképzelhetetlen volt, hogy valaki más is befolyással legyen filmjére. Wenders társrendező státusza is kompromisszumokkal járt, kevesebb alkotói szabadsága volt a forgatáson korábbi filmjeihez képest.
A forgatás 1994. novemberétől 1995. tavaszáig tartott, a felvételei többek között Ferrarában, Portofinóban, Aix-en-Provence-ban és Párizsban készültek. Antonioni állapota megnehezítette a forgatást, csak pár olasz szóval, gesztusokkal és rajzokkal tudott kommunikálni, melyben felesége, Enirca volt a segítségére. Az idős rendező minimális instrukciói egyszerre jelentettek kihívást és szabadságot a színészek számára. A két rendező munkamódszere és filmes látásmódja közötti különbségek nem egyszer kiütköztek a forgatás során, melyek olykor feszültséghez is vezettek.
Wenders csak azután láthatott munkához, hogy Antonioni leforgatta a maga négy történetét. Az elkészült felvételeket végül Antonioni vágta össze, kihagyva Wenders munkájának nagy részét. Wenders értetlenül és csalódottan fogadta Antonioni végső változatát, melyben még elképzeléseihez képest is kevesebb szerep jutott az általa forgatott kerettörténetnek. Úgy véli, hogy Antonioni epizódjainak érvényesüléséhez nem érezte szükségét az átkötő jeleneteknek. „Az amit szavakkal soha nem tudott elmondani, értésemre adta a vágás útján.” – írta Wenders a közös forgatásról vezetett naplójában. Enrica a forgatásról készített dokumentumfilmet Fare un film per me è vivere (1996) címmel.

## Kritikai visszhang
Az Empire szerint „Malkovich karakterével Antonioninak lehetősége nyílik arra, hogy saját művészetének egy új perspektíváját nyújtsa, de ez a kísérlet hamar szertefoszlik, amit sem a történetek, sem a film tehetséges csapata – Sophie Marceau, Irene Jacob stb. – sem képes megakadályozni.”
„A »Túl a felhőkön« Antonioni talán legbensőségesebb és legszemélyesebb filmje, de a legkevésbé jelentős is egyben.” – írja a Variety.
A Filmvilág kritikusa úgy véli, hogy a film megalkotása mindkét rendező részéről áldozatokkal és kompromisszumokkal járt, továbbá az alapul szolgáló irodalmi művek sem voltak alkalmasak arra, hogy a film szilárd alapjává váljanak. Antonioni állapota ellenére a forgatás és a színészvezetés nehézségei nem érződnek a filmen. Sőt továbbra is „lenyűgöző az a mesterségbeli tudás, ami Antonioni minden kockáján megnyilvánul.” – írja Kövesdy Gábor.

## Díjak, jelölések
- David di Donatello-díj (1996)
  - díj: Alfio Contini (legjobb operatőr)
- Ezüst Szalag díj (1996)
  - díj: Lucio Dalla (legjobb filmzene)
- Valladolid International Film Festival (1995)
  - jelölés: Michelangelo Antonioni, Wim Wenders (Golden Spike)
- Velencei Nemzetközi Filmfesztivál (1995)
  - díj: Michelangelo Antonioni, Wim Wenders (FIPRESCI-díj)